# Tokyo Juliet
Tokyo Juliet (東京ジュリエット Tōkyō Juliet?) es un manga, escrito e ilustrado por Miyuki Kitagawa, que narra la historia de Minori Ayase, una chica con una infancia marcada por la separación de sus padres. La obra gira en torno al robo de un diseño de ropa que Minori realizó con cinco años. El ladrón del diseño es Eiji Hinagata, un diseñador novato que, gracias a ello, se convertirá en el más famoso de Japón. La serie consta de 13 tomos.

## Personajes Principales
Minori Ayase: Chica de 16 años cuya meta principal en la vida es ser la mejor diseñadora de modas y así vengarse de Eiji Hinagata, quien robó los diseños que hizo para su madre cuando era pequeña, destruyendo sin saberlo a su familia y ganando fama como diseñador a su costa. Minori planea no enamorarse de nadie hasta cumplir con su venganza, pero no cuenta con la aparición en escena de su primer amor Akira Himeya, quien es a su vez, hijo de Hinagata. 
Akira Himemiya: Estudiante de diseño de 17 años quien ha vivido con sus abuelos desde muy pequeño por el repudio que siente hacia su padre quien a los pocos días de morir su madre, se volvió a casar ni más ni menos que con la madre de Minori Ayase, su primer amor.
Pasados unos años, él se reencuentra con Minori y sus sentimientos por ella continúan intactos, aunque la chica solo piensa en vengarse de su padre, motivo por el cual le ayudará y protegerá.
Elio Classe: Chico de 17 años que vive en Italia y creador de la marca "Bambino", aunque parezca un chico muy frío en realidad es bastante dulce, cariñoso y extrovertido, a pesar de que al principio confunde a Minori con un chico, más tarde la ve como a la chica guapísima que es y acaba retando a Akira no solo como diseñador sino también como hombre. 
Aunque Elio les causará demasiados problemas a Akira y a Minori, ama tanto a nuestra protagonista que incluso amenaza a Akira con que si no cuida bien a Minori él se la llevará a Italia aunque sea a la fuerza.
- Datos: Q715408